# Absolute Beginners
Absolute Beginners (kurz: ABs) ist eine Bezeichnung für erwachsene Menschen ohne Beziehungserfahrung. Beziehung ist hierbei als eine Liebesbeziehung zu verstehen, die sich durch ein enges zwischenmenschliches Vertrauensverhältnis, körperliche Zärtlichkeit und sexuelle Aktivität auszeichnet. Im Unterschied zu ihren Altersgenossen verfügen diese Menschen über keine, nur sehr bruchstückhafte oder lange zurückliegende Erfahrungen mit Liebesbeziehungen (sei es zum eigenen oder zu anderen Geschlechtern).

## Begriffsverwendung
Der Begriff Absolute Beginners wird seit Ende der 1990er Jahre im deutschsprachigen Raum von den Betroffenen als Selbstbezeichnung innerhalb der Online-Community verwendet. Vereinzelt wird dieser Begriff auch von den Medien oder in den Sozialwissenschaften verwendet.

## Herkunft des Begriffs
In der deutschen Sprache gab es früher keinen gängigen, kurzen und prägnanten Begriff für Menschen ohne sexuelle Beziehungserfahrung. Die Bezeichnung „Jungfrau“ wird für jugendliche oder erwachsene Menschen ohne sexuelle Erfahrung verwendet. Mittlerweile veraltete Begriffe, zu denen „alte Jungfer“, „reiner Jüngling“, „Junggeselle“ und „Hagestolz“ zählen, bezogen sich ursprünglich darauf, dass diese Leute unverheiratet blieben, was allerdings Liebschaften oder sonstige Beziehungen nicht generell ausschloss.
Der Begriff Absolute Beginners kam 1998 auf, als das erste deutschsprachige Internetforum zum Thema eingerichtet wurde, dessen Begründer die Bezeichnung dem gleichnamigen Song von David Bowie entlehnte. In dem Forum tauschten registrierte Mitglieder sich erstmals öffentlich über die Gründe für ihre Beziehungsunerfahrenheit aus und suchten gemeinsam nach Auswegen aus ihrem Zustand.

## Merkmale des AB-Zustands
Ein kennzeichnendes Merkmal ist die Unfreiwilligkeit, wodurch sich die Erscheinung von der Asexualität, dem Zölibat und Bewegungen wie „Wahre Liebe Wartet“ unterscheidet. Ein weiteres Charakteristikum stellt der Umstand dar, dass der Betroffene unter seinem Zustand leidet. Neben den negativen Folgewirkungen des Fehlens einer Beziehung unterliegen die Betroffenen nicht selten dem Leidensdruck, den Zustand der Unerfahrenheit zu beenden. Mit fortschreitendem Alter wird dies als zunehmend schwieriger empfunden, da sich der Abstand zu den Beziehungserfahrungen Gleichaltriger vergrößert. Die Betroffenen schämen sich oftmals für den Zustand und verheimlichen diesen gegenüber der persönlichen Umgebung. Beide Empfindungen führen oft zu weiteren Hemmungen.
Durch die Erwartungshaltung im eigenen Umfeld fühlen Betroffene sich oft zusätzlich unter Druck gesetzt.
Als Richtgröße für den Zeitpunkt, ab dem ein unerfahrener Mensch als AB gilt, hat sich in der Foren-Szene das chronologische Alter von 20 Jahren durchgesetzt.
Menschen, die bereits sexuelle Erfahrungen gemacht haben, aber bislang ohne Beziehung geblieben sind, werden ebenfalls zu den Absolute Beginners gezählt.
Robin Sprenger unterscheidet zuerst Männer mit fester Beziehung von männlichen Singles, dann Absolute Beginners von anderen Singles durch fehlende sexuelle Erfahrung. Laut Sprenger ist ein Absolute Beginner ein Single ohne sexuelle Erfahrung und älter als 18.

## Organisation/Austausch
Es gibt keine formale Organisation der Absolute Beginners, jedoch besteht eine rege Internetkultur, die über Foren und Chats interagiert und kommuniziert. Es gibt mehrere deutschsprachige Foren zum Austausch erwachsener Menschen, die unfreiwillig keine oder nur geringe Beziehungserfahrungen gemacht haben, wobei der mit diversen geschützten Diskussionsgruppen ausgestattete, „AB-Treff“ die größte Plattform für internen Austausch Beziehungsloser ist. Als zweitgrößtes Forum kann das „Absolute Beginner Forum“ gelten. Das kleinere Forum „Absolute Beginners: Unerfahren“ hat seine Aktivität mittlerweile eingestellt, außerdem gibt es einige Kleinstforen und -gruppen.
In einigen großen deutschen Städten haben sich Selbsthilfegruppen zum Thema Absolute Beginners gebildet, deren Teilnehmer sich turnusmäßig (ein- oder zweimal im Monat) zusammenfinden.

## Gründe für Beziehungsunerfahrenheit
Im Jahre 2004 wurde das erste deutschsprachige Buch über die Absolute Beginners veröffentlicht. Mittlerweile sind weitere Bücher zum Thema erschienen, darunter eine Diplom-Arbeit und eine Dissertation.
Ein Ergebnis dieser Publikationen ist, dass es den typischen AB nicht gibt. Das gängige Klischee des männlichen ABs, der mit 40 Jahren noch zuhause bei seinen Eltern lebt und dadurch potentielle Partnerinnen abschreckt, trifft in der Realität ebenso wenig auf die Mehrzahl der Fälle zu wie das der beziehungslosen Frau, der alle männlichen Kandidaten „nicht gut genug“ sind. Genauso wenig stimmen die Vermutungen, dass männliche ABs sich vor allem aus Informatikern rekrutieren oder weibliche ABs zwangsläufig still und ungesellig sind.
Die von Arne Hoffmann und Maja Roedenbeck interviewten beziehungslosen Männer waren von Beruf u. a. Lehrer, Pilot, Anwalt, Arbeitsloser und Student, Informatiker und Sozialpädagoge. Die beziehungslosen Frauen übten die Berufe Erzieherin, Bankkauffrau, Steuerberaterin, Bibliothekarin und Sekretärin aus. Die Vielfalt der Berufe lässt den Schluss zu, dass kein Zusammenhang zwischen Beruf und unfreiwilliger Beziehungslosigkeit besteht. Die Beziehungsunerfahrenheit ist somit nicht auf Angehörige bestimmter gesellschaftlicher Schichten oder sozialer Gruppen beschränkt.
Eine weit verbreitete Annahme ist, dass der Status als Absolute Beginner in der äußeren Erscheinung der Betroffenen begründet ist. Diesem Erklärungsansatz widerspricht die Sexualtherapeutin Monika Büchner: Die überwiegende Mehrzahl der männlichen und weiblichen ABs hätte eine durchschnittliche äußere Erscheinung, teilweise befänden sich sehr attraktive Menschen unter den ABs.
Aus der Vielzahl der von ihnen ausgewerteten Biographien konnten die Autoren einige wiederholt vorkommende Faktoren in den Lebensläufen und dem Verhaltensprofil der Betroffenen herausarbeiten, die als Ursachen für Beziehungslosigkeit anzusehen sind:
- Schüchternheit[17]
- geringes Selbstbewusstsein, Minderwertigkeitsgefühle, niedriger Selbstwert – allgemein und in Bezug auf die Einschätzung der eigenen Attraktivität als Partner[18]
- Fehlen der notwendigen sozialen Kontakte zum Kennenlernen potentieller Partner und zum Beziehungsaufbau[19]
- Unvermögen zum Smalltalk und Flirt[20]
- die beispielsweise im Fehlen von alters- oder geschlechtsspezifischem Modebewusstsein begründete Unfähigkeit, die eigene Person in angemessener Form als sexuell attraktiv darzustellen[21]
- zu hohe oder unrealistische Ansprüche an einen Partner[22]
- problematische Einstellungen zu Körperlichkeit, zu Liebesbeziehungen und zum anderen Geschlecht[23]
- wenig ausgeprägtes geschlechtsspezifisches Verhalten[24]
- keine oder mangelnde Kenntnisse der gesellschaftlichen Konventionen über die Anbahnung von Liebesbeziehungen, in deren Folge verbale, paraverbale oder nonverbale Kommunikation potenzieller Partner oder die eigenen Erfolgsaussichten nicht erkannt werden[25]
- zu große Angst oder zu viel falscher Respekt, um eine sexuell intendierte Kontaktaufnahme zu initiieren[21]
- längerfristige Fokussierung auf einen Wunschpartner aus dem unmittelbaren Umfeld, welcher seinerseits das Interesse an einer Partnerschaft nicht erwidert[26]
- Unvermögen zu für den Aufbau dauerhafter Beziehungen erforderlichen Verhaltensweisen, z. B. Kompromissbereitschaft gegenüber Wünschen und Ansichten anderer[21]
- schlechter seelischer Gesundheitszustand wie beispielsweise psychische Erkrankung (Depression, Soziale Phobie, Asperger-Syndrom oder Dysmorphophobie)[21]
- Angst vor Nähe und Intimität,[21] Bindungsangst[27]
- unglückliche familiäre Situation während der Kindheit, z. B. fehlende Zärtlichkeiten, verfrüht erfolgte Einnahme der Erwachsenenrolle, der Wegfall des Vaters als männliche Identifikationsfigur für den Sohn oder übermäßig behütetes Aufwachsen[28]
- Emotionale oder körperliche Missbrauchserfahrung[29]
- Posttraumatische Belastungsstörung[6]
- Mobbing-Erfahrungen in Kindheit und Jugend[30]
- ein gestörtes Körperschema oder stark negatives Körperbild, z. B. ausgelöst durch eine Essstörung[6][31]
- zufallsbedingte ungünstige Lebensläufe, insbesondere während der Pubertät, z. B. längere Krankheit, Scheidung der Eltern, Umzüge, Außenseitertum – einschneidende Ereignisse, die davon abhalten, erste Erfahrungen mit Liebe und Sex zu sammeln[32]
- demographische Ungleichgewichte (z. B. „Männerüberschuss“)[33][34]

Insgesamt sind mehr Männer als Frauen von ungewollter Beziehungslosigkeit betroffen. Das Universitätsklinikum Hamburg-Eppendorf hat über 1.100 Erwachsene in Deutschland zu dem Thema befragt und stellte fest, dass 5 Prozent der befragten Männer sowie 2 Prozent der befragten Frauen noch keine sexuellen Erfahrungen mit anderen Menschen gemacht hatten. Bisher wurde nur wenig zu dem Thema geforscht, eine amerikanische Studie unter der Leitung von Denise Donnelly kam jedoch zu dem Ergebnis, dass die Hälfte der befragten Absolute Beginners ein stark negatives Körperbild hatten.
In der Untersuchung von Robin Sprenger wird die Ursachenvielfalt als gordischer Knoten beschrieben. Demnach sind Einzelursachen nicht geeignet, Erklärungsansätze für die Gesamtheit der Betroffenen zu liefern, allerdings können sie im Einzelfall durchaus hinreichend sein.

## Beendigung des AB-Zustands, Beratungs- und Therapieangebote
Für Absolute Beginners existiert weder eine offizielle Therapieform, noch gibt es einen Lösungsweg, der bei allen Betroffenen gleichermaßen zum Erfolg führt. Letztlich muss der Weg aus dem AB-Dasein von jedem Betroffenen individuell gefunden werden.
Von ehemaligen Betroffenen werden u. a. folgende Strategien rückblickend als hilfreich eingestuft:
- Kontakt mit der AB-Community im Internet aufnehmen[36]
- zur eigenen Beziehungsunerfahrenheit gegenüber Vertrauenspersonen bekennen, spezifische Ratschläge einholen[37]
- das persönliche Umfeld verändern, etwa durch Wohnorts- oder Berufswechsel[38]
- das eigene Wohlbefinden steigern, z. B. durch Stilberatung, Reisen, Erproben neuer Freizeitaktivitäten[39] oder Inanspruchnahme psychotherapeutischer Hilfe.[40]

Individuelle Erfahrungsberichte aus Foren und Büchern zeigen, dass Absolute Beginners auch in fortgeschrittenem Alter Beziehungserfahrungen machen und Partnerschaften eingehen können.
Ergänzend zu Ratgebern und Selbsthilfegruppen bieten ehemalige Betroffene Coachings an, die auch mit geringerem Zeitaufwand als therapeutische Langzeitberatungen schon zu Erfolgen führen können.
Außerdem gibt es verschiedene therapeutische und sexualtherapeutische Angebote gezielt für Absolute Beginners, die den Wunsch nach Veränderung haben.
Da Unsicherheiten hinsichtlich des eigenen Körpers oft eine entscheidende Rolle spielen, kommen bei diversen Angeboten Elemente aus der Körpertherapie zum Einsatz. Als weiterer Ansatz hat sich die sogenannte „Bindungsfördernde Therapie“ (in Kleingruppen) bewährt. In Online-Foren tauschen sich Betroffene öffentlich über etliche weitere Möglichkeiten aus.
Eine umstrittene Methode ist die Surrogatpartnerschaft. Hierbei simulieren Sexualbegleiter bzw. Sexualassistentinnen temporär eine Liebesbeziehung, damit die Betroffenen Erfahrung sammeln und eventuellen Druck abbauen können. Es besteht hier jedoch Zweifel an der Wirksamkeit.

## Das Phänomen außerhalb Deutschlands
Die Thematisierung von Beziehungsunerfahrenheit ist nicht auf den deutschsprachigen Raum beschränkt.
In den englischsprachigen Ländern ist das Phänomen unter der Bezeichnung Love-shyness bekannt. Im französischsprachigen Raum spricht man von Virginité tardive oder auch von Timidité amoureuse (als Übersetzung des englischen Begriffs Love-shyness). In diesen Ländern haben sowohl eine mediale Rezeption und wissenschaftliche Untersuchungen zum Thema stattgefunden und es existieren Internetforen für Betroffene.
Einige Sexualtherapeuten, wie die Dänin Ann-Marlene Henning, verwenden synonym zu Absolute Beginners den Begriff Late Starters.
In Japan gibt es für junge Männer ohne sexuelle Beziehung die Bezeichnung Sōshoku Danshi. Eine repräsentative Umfrage der Japan Times ergab, dass ihr Anteil sich seit 2008 mehr als verdoppelt hat und im Jahr 2015 bereits 18 Prozent erreichte. Die Abnahme sexueller Beziehungen betrifft jedoch auch junge Frauen, wobei sehr lange Arbeitszeiten (bis zu 80 Stunden pro Woche) sowie fehlende Anerkennung psychischer Erkrankungen (wie Depression), die für diesen Trend verantwortlich gemacht werden, beide Geschlechter betreffen.

## Abgrenzung zuInvoluntary Celibacy
Der Begriff Incel als Kurzform von Involuntary Celibate (unfreiwillig zölibatär lebender Mensch) meinte ursprünglich dasselbe wie Absolute Beginners. Mittlerweile hat er sich jedoch zur Selbstbezeichnung einer Subkultur überwiegend heterosexueller Männer in den USA entwickelt, die anders als die Absolute Beginners über sehr entschiedene, relativ einheitliche Erklärungen für ihren Status verfügen. Die Incels sind der Auffassung, dass sie von Frauen vorsätzlich zurückgewiesen und ihres vermeintlichen Rechts auf Liebe und Sexualität beraubt würden. In Extremfällen billigen manche Incels aus diesem Grund auch offen Gewalt gegen Frauen und gegen sexuell aktive Männer.

## Mediale Rezeption
- Love Alien – 30, männlich, ungeküsst: 73-minütiger, autobiographischer Dokumentarfilm von Regisseur Wolfram Huke, entstanden als Koproduktion des Bayerischen Rundfunks und der Münchner Hochschule für Fernsehen und Film (HFF) aus dem Jahr 2013.[49] Homepage zum Film
- Wie ist das Jungfrau mit 29 zu sein? auf YouTube von und mit Leeroy Matata
- Wie ist das Jungfrau mit 40 zu sein? auf YouTube von und mit Leeroy Matata
- Mitte 20 und ohne Beziehung | Gesundheit unter vier Augen (mit Marvin Wildhage) von Die Techniker
  - Teil 1 auf YouTube
  - Teil 2 auf YouTube
- Fast 40 und noch Jungfrau: Wie geht Jana damit um? auf YouTube aus der Reihe 37 Grad
- Von follow me.reports:
  - Kein Kuss, kein Sex, keine Beziehung: 23 & Jungfrau auf YouTube
  - 21 & Jungfrau: Warum klappt es bei Jonas nicht? auf YouTube über Absolute Beginners und Pick-Up Artists
- Schweizer Radio und Fernsehen (SRF): Input - Liebe lernen mit einem Ersatzpartner auf Zeit. über Absolute Beginners und Surrogatpartnerschaft von Sabine Meyer auf Radio SRF 3 (Schweizerdeutsch und Schweizer Hochdeutsch)